# Cynoglossum densefoliatum
Cynoglossum densefoliatum är en strävbladig växtart som beskrevs av Emilio Chiovenda. Cynoglossum densefoliatum ingår i släktet hundtungor, och familjen strävbladiga växter. Inga underarter finns listade i Catalogue of Life.